# Selysioneura rangifera
Selysioneura rangifera – gatunek ważki z rodziny Isostictidae.